# 傅菁
傅菁（1995年6月29日—）是中国内地女歌手、女演员。曾是香蕉娛樂旗下Trainee18練習生參加《創造101》获得第十名并以火箭少女101成员的身份出道，粉絲名為「泡泡」，應援色為亮菁金（#FFD629），應援口號為「菁菁业业，繁榮傅強」。火箭少女101解散後，以個人名義繼續進行演藝活動。出生於中國湖南省邵東市。

## 早年生活
1995年6月29日生於中國湖南省邵東市，在家排行老二，有一個姐姐、一個妹妹和一個弟弟。18歲時便出來打工，從事過舞蹈老師、瑜伽教練等工作，工作之餘還自考了大學，在湘南學院完成了學業。

## 演藝經歷

### 2016－2018年：練習生時期
2016年，傅菁参加了香蕉計劃舉辦的Trainee18練習生全球招募活動。之後，她到處走場，不僅出現在湖南卫视綜藝節目《快乐大本营》的廣告畫面中，還作為特工團成員参加了优酷视频脱口秀節目《火星情报局》。
2017年，傅菁正式成為Trainee18成员，並在B.I.G嘉年華中首次與Trainee18成員集體亮相演出。
2018年4月，參加了Trainee18團綜《香蕉女孩的创造101前传》。5月，傅菁參加了行為公益季主題活動「走走舞」，並在社交媒體平台上傳了自己的「走走舞」視頻，希望以此來號召人們通過捐助日常走路在內的所有健康行為籌集善款。

### 2018－2020年：出道、火箭少女101
2018年，参加了騰訊視頻女團青春成長節目《创造101》，并参與演唱了同名主題曲《创造101》。在第1期亮相時自選C位而坐。第一次公演时，以實力C位第2位的身份與王莫涵、戚硯笛、王婷等组成「盛世美顏隊」，并演唱《不潮不用花钱》。第二次公演时，以C位队长的身份与张紫宁、戚硯笛、罗奕佳组成一队，演唱摇滚歌曲《Liar》。第三次公演与吴宣仪、范薇、苏芮琪、罗奕佳、高颖浠组队演唱歌曲《Shiny》。
6月，在經過多輪淘汰賽後，晉級《创造101》總決賽22強，於此同時，她還為時尚雜誌《红秀GRAZIA》拍攝了一组平面寫真。6月23日，在《创造101》總決賽中，獲得第10名，與孟美岐、吴宣仪、杨超越、段奥娟、Yamy、赖美云、张紫宁、杨芸晴、李紫婷、徐梦洁组成女子團體火箭少女101。同一日，做為火箭少女101的一員正式出道並發行單曲《Rocket Girls》；隔日，參加湖南衛視《快樂中國畢業歌會》，完成成團首秀。
8月18日，團體首張迷你專輯《撞》同名主打歌發布，並於同日舉行新歌發布會。9月14日，專輯《撞》第二首歌《Light》發布。9月28日，專輯《撞》第三首歌《月亮警察》發布。10月12日，專輯《撞》第四首歌《生而為贏》發布。12月31日，以火箭少女101組合出席湖南衛視「快樂中國2018-2019跨年演唱會」表演。
2019年1月12日，在中國上海市梅賽德斯-奔馳文化中心舉辦第一場團體演唱會。5月，参与录制腾讯视频综艺节目《我们长大了》。
2020年6月5日，在《你是我的命中注定》中飾演石安娜於騰訊視頻播出。6月12日，與火箭少女101成員一起空降綜藝《炙熱的我們》。6月23日，告別單曲《5452830》釋出，同時是火箭少女101最後一支單曲；同一日，舉辦畢業演唱會。翌日，團體正式解散。

### 2020年至今：個人工作室、《發光體》、演員、首次出演话剧
2020年6月24日，成立個人工作室。6月29日，發行個人首張EP《發光體》。8月10日，首部古裝劇《且聽鳳鳴》在騰訊視頻播出。8月12日，為電視劇《且聽鳳鳴》演唱的插曲《空城記》發行。9月15日，出演愛奇藝的《夢見獅子》在上海開機，在劇中飾演關九；同年，她入選了富比士中國30歲以下精英榜。
2021年1月1日，其演唱的蜻蜓FM十週年主題曲《我願為你側耳傾聽》發行。4月15日，宣布出演芒果TV的《雲中誰寄錦書來》，劇中飾演周悅。
2021年4月2-3日、4月17-18日于北京展覽館劇場演出開心麻花王牌話劇《烏龍山伯爵》，飾演女主角瑪麗蓮。 

## 音樂作品

### 專輯
| #   | 專輯名稱                                                                           | 曲目 |
| 1st | 《我我》 - 發行日：2023年4月4日 - 語言：中文 - 唱片公司：智慧大狗 - 形態：CD、数位 | 曲目 1. 有生之年 2. 交换礼物 3. Bubble Land 4. 容易受伤的刺猬 5. 我并非真的想孤独 6. 迷途 7. 白孔雀 8. 做些什么 9. 已经不痛了 10. Don't Let Me Down 11. 温柔有罪 12. 宇宙级浪漫纪事 (To泡泡版) |

### 迷你專輯
| #   | 專輯名稱                                                                              | 曲目                                                                  |
| 1st | 《發光體》 - 發行日：2020年7月29日 - 語言：中文 - 唱片公司：香蕉娱乐 - 形態：数位     | 1. 硝煙四起 2. 發光體 3. 荒唐                                         |
| 2nd | 《當眾孤獨》 - 發行日：2021年12月28日 - 語言：中文 - 唱片公司：TME制作家 - 形態：数位 | 1. 她說愛情不會降臨她身上 2. 最佳同謀 3. 當眾孤獨 4. 后翼棄兵 5. 奔三 |

### 個人單曲
| 發行日期       | 歌曲名稱               | 作詞                   | 作曲                                      | 備註                                                                  |
| 2019年7月12日  | 阿麗塔                 | 傅菁（中文词）／代岳东 | Caroline Gustavsson／Christian Karlstrom  | 火箭少女101第二張專輯《立風》成員個人單曲                             |
| 2020年6月29日  | 硝烟四起               | 傅菁／小島             | Jake Neumar / Austin Heller／Paula Wimger | 從火箭少女101畢業後第一首個人單曲                                     |
| 2020年7月14日  | 發光體                 | 傅菁                   | 金南玲                                    | 首張EP《發光體》的第二首單曲                                          |
| 2020年7月29日  | 荒唐                   | 唐漢霄                 | 唐和霄                                    | 首張EP《發光體》的第三首單曲                                          |
| 2020年8月20日  | 終極不朽               | 劉恩訊                 | Angela Mukul／Aaron Taos／HAOO            | 和平精英・新聲空降天團主打歌                                          |
| 2020年9月24日  | 淤青                   | 萬一                   | 袁文睿                                    | TME新賞特別企划之「如初之光」                                         |
| 2020年10月15日 | 夜夜夜夜               | 熊天平                 | 熊天平                                    | TME典贊特別企划之「穿樂齊季」                                         |
| 2020年11月5日  | 偏愛                   | 葛大為                 | 陳偉                                      | TME返場特別企划之「華語金曲：10 20 30」                               |
| 2021年1月1日   | 我愿为你侧耳倾听       | 唐恬                   | 杨璐                                      | 蜻蜓FM十周年主题曲                                                    |
| 2021年1月12日  | 山水有幸逢星城         | 陈小莹                 | 小旭音乐-尘嚣同学                         | 城市主题音乐企划《古城新韵》国风堂                                    |
| 2021年4月17日  | 何必为难自己           | 张简君伟               | 张简君伟                                  | 大制作家1简单与伟大                                                   |
| 2021年6月15日  | 她说爱情不会降临她身上 | 周梦忆                 | Hubert Ng (黄宇哲）                       | 全新EP《当众孤独》第一单曲                                            |
| 2021年6月24日  | 蝴蝶效应               | 李扬                   | 陈永涛                                    | 收录于同名专辑《蝴蝶效应》                                            |
| 2021年7月2日   | 最佳同谋               | 万一                   | 郑宇界                                    | 全新EP《当众孤独》第二支单曲                                          |
| 2021年9月30日  | 当众孤独               | 木一                   | Hubert Ng (黄宇哲）                       | 全新EP《当众孤独》第三单曲                                            |
| 2021年10月27日 | 后翼弃兵               | 李享                   | 夏侯哲                                    | 全新EP《当众孤独》第四单曲                                            |
| 2021年12月28日 | 奔三                   | 张鹏鹏                 | 董嘉鸿                                    | 全新EP《当众孤独》第五单曲                                            |
| 2022年5月20日  | 词不达意               | 小寒                   | Peter Svensson                            | 《黃昏轉入黑夜的那一小會兒》EP                                        |
| 2022年7月14日  | 寄居                   | 代岳东                 | 贺子玲                                    | 企劃《十二星座幻想曲》巨蟹座                                          |
| 2022年8月3日   | 記得                   | 易家杨                 | 林俊杰                                    | 《青春重置计划5请回答1999》EP12                                       |
| 2022年11月29日 | 我们不要在一起太久     | 木一/郑兴              | 郑兴                                      | 「今天几分糖」糖分研究特别企划·无糖曲 +《黃昏轉入黑夜的那一小會兒》EP |
| 2022年12月21日 | Don't Let Me Down      | 廖庭翊/AILI            | AILI                                      | 首張專輯《我我》的第一首單曲                                          |
| 2022年12月21日 | 已经不痛了             | 森白B.K                | 森白B.K                                   | 首張專輯《我我》的第二首單曲                                          |
| 2023年1月10日  | 容易受伤的刺猬         | 戴佩妮                 | 戴佩妮                                    | 首張專輯《我我》的第三首單曲                                          |
| 2023年1月17日  | 做些什么               | 万一                   | INDY                                      | 首張專輯《我我》的第四首單曲                                          |
| 2023年2月20日  | 有生之年               | 谢馨哲/吴萌            | 谢馨哲/吴萌                               | 首張專輯《我我》的第五首單曲                                          |
| 2023年2月27日  | 温柔有罪               | 李聪                   | 钟婉芸                                    | 首張專輯《我我》的第六首單曲                                          |
| 2023年3月3日   | 海心沙                 | 不知天命               | 肖维皓                                    | 《黎明觉醒：生机》秀妍-曙光追梦曲                                     |
| 2023年3月30日  | 交换礼物               | 葛大为                 | 魏如萱                                    | 首張專輯《我我》的第七首單曲                                          |
| 2023年3月30日  | Bubble Land            | 张欣然                 | 张欣然/吴冠仑                             | 首張專輯《我我》的第八首單曲                                          |
| 2023年3月30日  | 一盏清欢               | 江珂/拭舟              | Bryan                                     |                                                                       |
| 2023年4月14日  | 我并非真的想孤独       | 任迟                   | 蔡健雅                                    | 首張專輯《我我》的第九首單曲                                          |
| 2023年4月14日  | 迷途                   | 李宗盛/潘协庆          | 潘协庆                                    | 首張專輯《我我》的第十首單曲                                          |
| 2023年4月14日  | 白孔雀                 | 樊俊                   | 吕奇翰/陈琬涵/罗复中/宋东玲               | 首張專輯《我我》的第十一首單曲                                        |
| 2023年4月14日  | 宇宙级浪漫纪事         | 徕蒙ADE/傅菁           | 徕蒙ADE                                   | 首張專輯《我我》的第十二首單曲                                        |
| 2023年12月12日 | 大地                   | 刘卓辉                 | 黄家驹                                    | 青春重置计划之BEYOND 40                                               |

### 合作單曲
| 發行日期       | 歌曲名稱  | 作詞         | 作曲                                               | 合作歌手           | 備註                                                       |
| 2018年10月25日 | 拋拋舞    | 閆臻靕、曾婕 | 閆臻靕、Yuji Hagiwara                              | 杨超越、段奧娟     | 汰滋广告曲                                                 |
| 2018年12月28日 | 101个愿望 | 易家揚       | Kevin Charge／KOUDAI IWATSUBO／Caroline Gustavsson | 杨超越、賴美雲     | 火箭少女101成團首專《撞》 QQ音樂單人助燃通道TOP2、3、4福利 |
| 2020年8月25日  | 終極不朽  | 劉恩訊       | Angela Mukul/Aaron Taos/HAOO                       | 晚玉、莎啦啦、晴天 |                                                            |

### 影視單曲
| 發行日期       | 歌曲名稱             | 作詞          | 作曲          | 合作歌手 | 備註                            |
| 2019年6月3日   | 想                   | 马敬          | 郭栋楠        |          | 電視劇《強风吹拂》主题曲        |
| 2020年8月12日  | 空城記               | 段思思        | 李香馨        |          | 電視劇《且聽鳳鳴》插曲          |
| 2021年7月17日  | 玩笑                 | 閆驍男/張娉言 | 閆驍男        |          | 電視劇《心跳源计划》情感主题曲  |
| 2022年1月29日  | 全世界在我身後       | 薩吉          | Hwang Yong Ju |          | 網絡劇《一閃一閃亮星星》插曲    |
| 2022年11月9日  | 願卿安               | 尹龍、王瑞淇  | 花音          |          | 網絡劇《明月祭君心》主题曲      |
| 2022年11月26日 | 忘不了               | 童安格        | 童安格        |          | 《风吹半夏》年度经典OST特别企划 |
| 2022年12月14日 | 側顏                 | 米欣          | 米欣          |          | 网络剧《雲中誰寄錦書來》片尾曲  |
| 2022年12月30日 | 遗留                 | 李扬          | 陈永涛        |          | 影视剧《向风而行》推广曲        |
| 2023年9月1日   | 糟糕！好像陷入爱情了 | 吴姝霆        | 孙艾藜        |          | 影视剧《少女闯江湖》插曲        |
| 2024年5月21日  | 天行健               | 姜兆飞        | 祝亮          | 刘宇宁   | 影视剧《天行健》主题曲          |
| 2024年5月22日  | 缘                   | 姜兆飞        | 祝亮          |          | 影视剧《天行健》插曲            |
| 2024年8月7日   | 可能爱人             | 赵登凯        | 赵登凯        |          | 泰剧《上瘾》片头曲              |

## 影視作品

### 電視劇
| 年份   | 頻道／平台   | 剧名                 | 角色   | 備註   |
| 2020年 | 騰訊視頻     | 《你是我的命中注定》 | 石安娜 |        |
| 2020年 | 騰訊視頻     | 《且听凤鸣》         | 左青鸞 | 网络剧 |
| 2021年 | 愛奇藝       | 《梦见狮子》         | 关九   |        |
| 2022年 | 愛奇藝       | 《一闪一闪亮星星》   | 高歌   | 网络剧 |
| 2022年 | 芒果TV       | 《云中谁寄锦书来》   | 周悦   | 网络剧 |
| 2023年 | 騰訊視頻     | 《歲歲青蓮》         | 謝傾寒 | 网络剧 |
| 2024年 | 騰訊視頻     | 《天行健》           | 霍苓   | 网络剧 |
| 2025年 | 腾讯视频     | 《雁回时》           | 柴靖   |        |
| 待播   | 优酷         | 《产后世界》         |        |        |
| 待播   |              | 《棕眼之謎》         | 劉薇   |        |
| 待播   | 《风生水起》 |                      |        |        |

### 常駐綜藝
| 播出時間                     | 播出平台 | 節目名稱   | 備註                           |
| 2018年4月21日－2018年6月23日 | 騰訊視頻 | 創造101    |                                |
| 2019年6月18日－2019年8月20日 | 騰訊視頻 | 我們長大了 | 傅菁和姐姐傅瑩共同擔任觀察官。 |

### 電影
| 年份   | 片名           | 角色       | 備註 |
| 2023   | 一閃一閃亮星星 | 高歌       |      |
| 2024   | 窗前明月，咣   | 小漫       |      |
| 2025   | 人生开门红     | 影后霍妮妮 |      |
| 待上映 | 入型入格       | 火燒雲     |      |

## 演唱會
| 日期                               | 城市   | 场地                              |
| 2020—2021 “愛我愛你”傅菁跨年音樂會 |        |                                   |
| 2020年12月31日                     | 廈門   | 廈門尚柏奧萊                      |
| 2021 傅菁"一起”上海生日會          |        |                                   |
| 2021年6月26日                      | 上海   | 萬代南夢宮上海文化中心·夢想劇場   |
| Go For You 傅菁音乐会              |        |                                   |
| 2021年9月12日                      | 成都   | 成都麓湖水上劇場                  |
| 2021年11月6日                      | 杭州   | 浙话艺术剧院                      |
| 2022年7月16日                      | 長沙   | 紅節奏LiveHouse                   |
| 2023年1月1日                       | 南昌   | 瓦肆VAS                           |
| 2023年3月25日                      | 广州   | 广州久米空间                      |
| 2023年4月30日                      | 重庆   | 重庆寅派动力                      |
| 2023年5月20日                      | 合肥   | 奕空间                            |
| 2023年6月23日                      | 大连   | 赫兹空间(佳兆业店)                |
| 2023年7月22日                      | 青岛   | 东方影都                          |
| 2023年9月23日                      | 南京   | 太阳宫剧场                        |
| 2023年11月6日                      | 武汉   | 不晚InTime Live                   |
| 2024年1月6日                       | 福州   | 海艺×CH8 Livehouse                |
| 2024年3月23日                      | 天津   | 武清影剧院大剧场                  |
| 2024年5月25日                      | 西安   | 西演SPACE·易俗大剧院              |
| 2024年6月29日                      | 哈尔滨 | 哈尔滨SUB LIVE ·巨星馆            |
| 2024年8月10日                      | 贵阳   | 贵阳Kai Livehouse                 |
| 2024年10月26日                     | 郑州   | MANGOMUSIC郑州                    |
| 2024年12月14日                     | 上海   | 瓦肆 VAS est                      |
| Go For You 傅菁巡回演唱会          |        |                                   |
| 2025年3月22日                      | 苏州   | 苏州市体育中心体育馆              |
| 2025年6月28日                      | 北京   | 国家奥林匹克体育中心体育馆        |
| 2025年8月23日                      | 昆明   | 呈贡文体活动中心 公共艺术中心剧场 |

## 舞台劇

### 話劇
| 年份 | 日期       | 話劇名稱       | 角色   | 地點           | 備註       |
| ---- | ---------- | -------------- | ------ | -------------- | ---------- |
| 2021 | 4月2-3日   | 《烏龍山伯爵》 | 瑪麗蓮 | 北京展覽館劇場 | 試演路人場 |
| 2021 | 4月17-18日 | 《烏龍山伯爵》 | 瑪麗蓮 | 北京展覽館劇場 |            |